# ドレスデン (軽巡洋艦・2代)

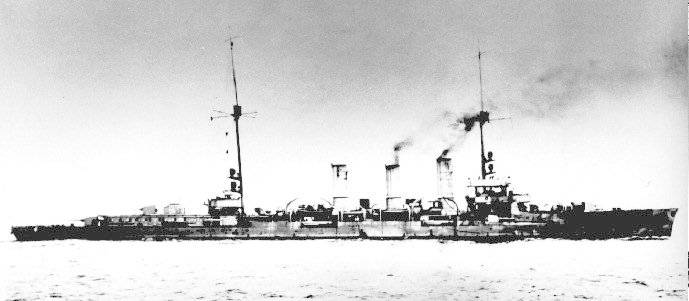
1918年に撮られた「ドレスデン」。

ドレスデン (SMS Dresden) はドイツ海軍の巡洋艦。ケルン級軽巡洋艦の一隻。

## 艦歴
アリアドネ代艦の名称で発注され、ハンブルクのブローム・ウント・フォス社の造船所で1916年起工。1917年4月25日進水。1918年3月28日就役。ケーニヒスベルク、ピラウ、グラウデンツ、ニュルンベルク、カールスルーエとともに第2偵察群に配属された。ドレスデンの就役は1918年4月23、24日に行われた大規模な作戦に間に合った。第1偵察群と第2偵察群および第2水雷艇隊がノルウェーへ向かう厳重に護衛されたイギリス船団を攻撃する予定で、大洋艦隊の残りも支援のため出撃した。だが、船団はドイツ艦隊出撃の前日に出港していた為、ドイツ軍は船団捕捉に失敗した。そのためラインハルト・シェア提督は作戦を打ち切って帰投した。
1918年10月、第2偵察群はイギリス海軍に対する最後の攻撃を主導することになった。それは、ドレスデン、ケルン、ピラウ、ケーニヒスベルクがテムズ川河口で商船を攻撃し、第2偵察群の残りはフランドル地域への砲撃を行ってイギリスのグランドフリートを誘い出すというものであった。1918年10月29日朝、翌日ヴィルヘルムスハーフェンから出撃せよという命令が出された。10月29日夜に戦艦チューリンゲンの水兵が反乱を起こし、ついで他の戦艦でも反乱が発生。その結果、ヒッパーやシェアは作戦を中止せざるを得なくなった。
水兵たちの反乱中ドレスデンはキールとの連絡のためエッケルンフェルデへ行くよう命じられた。通信は大規模な社会的動揺によりそこで阻害されていた。戦艦マルクグラーフがドレスデンの航路上に停泊していたが、荒れた乗組員たちはドレスデンのために道をあけることを拒否した。またマルクグラーフの30.5cm連装砲1基がドレスデンに向けられたが、最終的にマルクグラーフの乗組員はドレスデンの出港を許した。それからドレスデンはスヴィネミュンデへ行ったが、反乱した艦がそこにいる巡洋艦の攻撃に向かっているとの報告があると乗員はドレスデンを部分的に沈めた。その報告が誤りであると判明すると、ドレスデンは浮揚され航行可能な状態に戻された。その際にはすべての弾薬を取り出して乾燥させることも行われた。1918年11月のドイツ降伏後、大洋艦隊の大半はルートヴィヒ・フォン・ロイター少将少将指揮下でスカパ・フローに抑留され、ドレスデンもその中に含まれた。しかし、海軍の反乱後のドレスデンの状態は良くなく、11月まで艦隊と共に航行することはできなかった。ドレスデンは12月6日にひどく浸水した状態で到着した。
ヴェルサイユ条約が作られる交渉中、艦隊は監禁状態にあった。ロイターは、ドイツが平和条約に調印しなければならない期限である1919年6月21日にイギリスがドイツ艦艇を接収しようとしていると思い、期限が23日まで延長されたことは知らずロイターは次の好機に艦艇を自沈させるよう命じた。6月21日朝イギリス艦隊が訓練のためスカパ・フローを離れ、11時20分にロイターは各艦に命令を伝達した。ドレスデンは13時50分に沈み始めた。ドレスデンは現在でもカヴァ島の南東、水深27から38メートルの場所に沈んでいる。